# Zempléni Nyári Tárlat
A Zempléni Nyári Tárlat egy általában kétévente rendezett képzőművészeti seregszemle négy zempléni város (Sárospatak, Sátoraljaújhely, Szerencs, Tokaj) együttműködésével – az említett települések mindegyike fődíjjal jutalmaz egy-egy kiemelkedő alkotót.

## Fődíjasok
- 2016: Stark István[1]
- 2010: Csehné Matisz Ágnes, Molnár Irén
- 2007: Éles Bulcsú
- 2004: Urbán Tibor
- 1998: Bíró Eszter
- 1996: Jószay Zsolt
- 1991: Sirpa Hannele Ihanus